# 野口隆
野口 隆（のぐち たかし、1912年3月30日 - 没年不詳）は、日本の社会学者、広島大学名誉教授。
京都帝国大学文学部史学科卒。1962年、「ギュルヴィッチ社会学の研究」で九州大学文学博士。広島大学教授。1976年、定年退官、名誉教授、佛教大学教授、広島修道大学教授。

## 著書
- 『古代社会と思惟 社会学的考察』関書院　1954
- 『ギュルヴィッチの社会学』関書院　1955
- 『多元弁証法と社会学』関書院　1960
- 『ギュルヴィッチ社会学の研究』関書院　1961
- 『日本の社会と思想 古代から近代へ』汐文社　1966
- 『一般社会学の諸問題』関書院新社　1972
- 『動的社会学』晃洋書房　1975
- 『社会学の視座 社会構造・変動・類型と視座』晃洋書房　1981
- 『続・社会学の視座』広島修道大学総合研究所　1981
- 『芸術社会学の理論』広島修道大学総合研究所　1983
- 『レヴィ＝ストロースとその周辺 構造分析批判』晃洋書房　1986
- 『古代日本人の思考様式 記紀風土記の神話社会学的研究』葦書房　1992
- 『モース社会学の研究』葦書房　1992
- 『巨星高田保馬博士』くらすなや書房　1999
- 『人間実存の研究 パスカル、メルロ＝ポンティ、高田保馬とともに』晃洋書房　2006
- 『人間性の研究 深さの人間学』晃洋書房　2007

## 共著
- 『文化人類学概論』大森元吉共著　法律文化社　1968

## 翻訳
- アルマン・キュヴィリエ『社会学』三一書房　1964

## 記念論集
- 『野口隆博士還暦祝賀記念論文集』広島社会学研究会　1973